# Национальный переходный совет Мали
Национальный переходный совет (фр. Conseil national de la transition) — это законодательный орган власти, который заменяет Национальное собрание в переходный период, созданное Национальным комитетом спасения народа (НКСН) 5 декабря 2020 года. Председателем назначен бывший первый вице-председатель НКСН Малик Диау. В состав временного парламента вошли 121 делегат, в том числе 25 женщин. 

## История
Национальный совет, как и всё временное правительство, будет работать до президентских выборов.
Формирование нового законодательного органа в Мали не обошлось без конфликтов. Например, военные взяли 22 места, в то время как члены политических партий только 11 мест, что вызвало у последних недовольство.